# Andy Klinger
Andy Klinger (* 1987 in Plauen) ist ein deutscher Schauspieler.

## Leben
Klinger stammt aus dem Vogtland. Er spielte bereits vor seiner professionellen Schauspielausbildung am Theater Plauen-Zwickau. Dort trat er u. a. in Die Welle (2006), als Aaron in Ghetto von Joshua Sobol (2008), als Melchior Gabor in Frühlings Erwachen (2008) und als Tütchen in dem Musical Peter Pan auf.
Von 2008 bis 2012 absolvierte er sein Schauspielstudium an der Hochschule für Schauspielkunst „Ernst Busch“ in Berlin. Seine Dozenten dort waren Alexander Lang, Veit Schubert, Peter Kleinert, Robert Gallinowski und Axel Werner. In der Spielzeit 2010/11 wirkte er am bat-Theater in der Studioproduktion der Hochschule mit; er spielte den Achilles und Paris in Troilus und Cressida (Regie: Veit Schubert). Während des Studiums spielte er in der Spielzeit 2011/12 an der Schaubühne am Lehniner Platz den Dieb Waska Pepel in Nachtasyl (Regie: Peter Kleinert) und auch am Berliner Ensemble. 
Von 2012 bis 2014 war Klinger dann festes Ensemblemitglied am Berliner Ensemble. Seine Rollen waren dort u. a. der Schüler Ernst Röbel in Frühlings Erwachen (2012, Regie: Claus Peymann), Student/Faust in Faust.Fragment 1911 von Georg Heym (2012; Regie: Manfred Karge), Jack the Ripper in Lulu (Spielzeit 2012/13; Regie: Robert Wilson/Lou Reed), Trauerweiden-Walter in Brecht/Weills Die Dreigroschenoper (Spielzeit 2013/14; Regie: Robert Wilson), Leonhard in Maria Magdalena (Spielzeit 2013/14; Regie: Nicole Felden), der faschistische Studentenführer Rosloh in Die Rassen von Ferdinand Bruckner (Spielzeit 2013/14; Regie: Manfred Karge), Michael in Peter Pan (2013–2015; Regie: Robert Wilson) und Aufseher/Prügler in Der Prozeß (Spielzeit 2014/15; Regie: Claus Peymann). 
2012 gastierte er am Hans Otto Theater in Potsdam als Diener Arlequin in Marivaux’ Das Spiel von Liebe und Zufall (Regie: Jutta Hoffmann). Von Oktober 2014 bis März 2015 war Klinger am Theater am Potsdamer Platz als Patschinsky in dem Musical Hinterm Horizont zu sehen. Im Sommer 2015 trat Klinger bei den DomStufen-Festspielen in Erfurt auf, wo er, an der Seite von Luka Dimic als Mogli, die Rolle des Panthers Baghira in Das Dschungelbuch spielte. Ab September 2015 spielte Klinger wieder in dem Udo-Lindenberg-Musical Hinterm Horizont; er war dort Cover für die Titelrolle Udo, sowie Cover für die Rollen Steve und Patschinsky. 2016 ging Klinger mit dem Musical Hinterm Horizont nach Hamburg, wo er zusätzlich zu seinen Rollen auch die künstlerische Leitung der Produktion übernahm.
Klinger wirkte auch in Filmrollen mit, so in dem Fernsehfilm Der Mauerschütze (2010; in einer Nebenrolle als DDR-Flüchtling Thomas Strehlow). Im April 2016 war Klinger in dem Fernsehfilm Lotta & der dicke Brocken ebenfalls in einer Nebenrolle zu sehen; er war Benja, ein Schulfreund und die erste große Liebe der weiblichen Hauptfigur Lotta (Josefine Preuß). 
Klinger lebt in Berlin.

## Filmografie
- 2010: Der Mauerschütze (Fernsehfilm)
- 2013: Jesus Cries (Kinofilm)
- 2016: Lotta & der dicke Brocken (Fernsehfilm)